# Pijnackeria barbarae
Pijnackeria barbarae – gatunek straszyka z rodziny Diapheromeridae i podrodziny Pachymorphinae.
Gatunek ten formalnie opisali w 2013 roku Valerio Scali, Liliana Milani i Marco Passamonti. Epitet gatunkowy nadano na cześć Barbary Mantovani, specjalistki od rodzaju Bacillus. Wcześniej notowany był w literaturze jako Leptynia hispanica B, gdyż już wcześniejsze badania cytologiczne i genetyczne pozwoliły stwierdzić, iż Leptynia hispanica stanowi w rzeczywistości kompleks gatunków bliźniaczych. Rangę rodzaju pod nazwą Pijnackeria nadał owemu kompleksowi Valerio Scali w 2009 roku.
Samce (n=1) osiągają 44,6 mm, a samice (n=4) od 51,2 do 57,4 mm długości ciała. Samiec jest jasnocynamonowy z czarnymi oczami, parą brązowych pasów biegnącą przez grzbiet całego ciała i parą białych linii biegnących ponad pleurami wzdłuż tułowia i odwłoka. Odnóża są u nasady zielone, a ku wierzchołkom stopniowo przechodzą w barwę jasnocynamonową. Samica jest beżowa z czarnymi oczami, ciemnocynamonowym pasem biegnącym wzdłuż grzbietu od przedplecza przez większość tergitów odwłoka oraz parą białych linii zaczynających się za oczami i biegnących ponad pleurami wzdłuż tułowia i odwłoka. Odnóża jej są zielonkawe. Zbudowane z 16 członów czułki mają 6,5 mm długości u samca, a 4 mm długości u samicy. Na śródpleczu, zapleczu i dwóch ostatnich tergitach odwłoka obu płci występuje wąska i ostra listewka środkowa. U samicy powierzchnia głowy i przedplecza jest gładka, śródplecza i zaplecza jest grubo granulowana, a odwłoka drobno dołkowana. Odnóża tylnej pary cechują się udami sięgającymi poza połączenie siódmego i ósmego sternitu odwłoka. Płytka subgenitalna samca jest z tyłu zaokrąglona i dochodzi do połączenia dziewiątego i dziesiątego sternitu odwłoka. Przysadki odwłokowe (klaspery) samca mają 2,3 mm długości, są słabiej niż u innych przedstawicieli rodzaju zakrzywione; każda w ćwierci długości mierzonej od nasady zaopatrzona jest w walcowaty ząbek długości nieco poniżej 0,2 mm. Vomer subanalny nie występuje. Samice, tak jak u innych przedstawicieli rodzaju, mają spiczasty i sztywny wierzchołek odwłoka. Walwy ich pokładełka mają zaokrąglone odsiebne kolce i mając 5 mm długości sięgają poza połączenie dziewiątego i dziesiątego sternitu odwłoka.
Gatunek dwupłciowy, diploidalny. Kariotyp samca to 2n=37, a samicy 2n=38. Jego charakterystyczną cechą jest obecność dużych satelitów na chromosomach 17 pary oraz znacznie większe niż u innych Pijnackeria satelity na chromosomach 6 pary. Jaja (n=3) tego gatunku mają od 3,9 do 4 mm długości, a ich szerokość jest od 2,6 do 2,83 raza większa. Są one owalne, piaskowo ubarwione.
Roślinami pokarmowymi tego patyczaka są szyplin pięciolistny i żarnowiec miotlasty.
Owad endemiczny dla Hiszpanii. Występuje tylko w górskim paśmie Sierra de Espuna na północny zachód od Alhama de Murcia.